# Uresiphita fusei
Uresiphita fusei là một loài bướm đêm trong họ Crambidae.